# Nell Hallová Hopmanová
Eleanor „Nell“ Mary Hallová Hopmanová (9. března 1909, Sydney – 10. ledna 1968, Hawthorn) byla australská tenistka. Jejím největším úspěchem byly dva postupy do finále ženské dvouhry australského mistrovství (dnes Australian Open) v letech 1939 a 1947 (v prvém případě podlehla Emily Hoodové Westacottové, ve druhém Nancye Wynneové) a pět grandslamových vítězství ve čtyřhře, jedno v ženském deblu na Roland Garros 1954 a čtyři v mixu na Australian Open (1930, 1936, 1937, 1939). V ženské čtyřhře si připsala i tři finále v Austrálii (1935, 1937, 1955), v mixu finále ve Wimbledonu 1935. Všechny australské tituly získala spolu se svým manželem Harry Hopmanem (vzali se roku 1934), pařížský titul vybojovala ve dvojici s Američankou Maureen Connollyovou. Svou dlouhou hráčskou kariéru ukončila až roku 1966, v 56 letech. Dva roky poté zemřela na rakovinu. Vystudovala Royal College of Music, byla vynikající klavíristkou, v dětství cvičila na klavír šest hodin denně.